# インターナショナル・レールウェイ・ジャーナル

ロゴ

インターナショナル・レールウェイ・ジャーナル（International Railway Journal）は、アメリカの鉄道雑誌（業界誌）である。

## 概要
世界の鉄道に関する様々なニュースや記事を掲載する月刊誌である。取り扱う範囲は高速鉄道や一般の鉄道から、都市鉄道、ライトレールにまで至る。またカテゴリも、鉄道技術（車両、インフラ、保安設備、情報技術など）からマーケティングに至るまで、鉄道に関わる様々なトピックを掲載している。
1961年に創刊され、50年以上の歴史を持っている。出版元はニューヨークの Simmons-Boardman Publishing Corporation （同社の出版雑誌として他にRailway Age、Railway Track and Structureなどがある）であるが、編集部はイギリスのFalmouthにある。
同種の鉄道業界誌としてレールウェイ・ガゼット・インターナショナルがあるが、同誌と比較して、編集部員や各地域担当のエディターが執筆した記事の割合が高い、ニュース記事のうち新車や新線関係の記事の割合が多い、掲載写真が全体的に大きめである、などの特徴がある。
日本では、鉄道事業者やメーカー、大学などの研究機関が購読している場合があるほか、個人購読者もいる。

## 誌面
表紙写真は、企業による車両や技術の広告用の写真が使われる場合と、日本の鉄道趣味雑誌と同様の、走行中の列車や停車シーンの写真が使われる場合がある。 
通常全60ページ強である。また、全ページカラー刷りとなっている。
近年の誌面構成は主に以下の通り。
- This Month。編集長（2012年9月現在はDavid Briginshaw）による所見を冒頭に掲載。

- News、Transit News、Financial News。15～20ページの場合が多い（広告ページも含む）。新車情報・新線開業や市場動向に関するニュース欄。ここに業界関係者へのインタビュー記事やニュースの分析記事が加わる場合もある。

- 以降は2・3の特集記事が組まれる。中国、イタリアといった地域特集、高速鉄道特集、あるいはインフラ・車両技術に関する特集などが組まれ、各分野の将来計画などを知ることができる。執筆者は、編集部員に加えて、各地域担当のエディター・記者、あるいは業界に所属する専門家である。
- 各地域担当のエディターは2012年9月現在10名（日本人1名を含む）、地域担当記者は12名である。ドイツ・スイスからイスラエル・ジンバブエに至るまで、世界各地に担当者がいる。
- 最近の日本に関しては、整備新幹線新規着工認可などのニュースが掲載されている。

- Rendezvous。鉄道に関わる国際会議の開催情報などが掲載される。

- The last word。業界関係者へのインタビュー・取材記事が毎月の最終ページに掲載される。

## 購入など
基本的には鉄道業界の動向を伝えるための業界誌であり、日本の書店での取り扱いはない。原則として、出版社に直接、年単位での定期購読を申し込むことになる。2012年9月現在、紙媒体の日本での定期購読料は1年で267米ドル、2年で406米ドルである。デジタル版を併読する場合は1年で400米ドルとなる。詳細は公式サイト参照。